# نام‌های آلمان

ریشه نام آلمان در زبان‌های اروپایی و پیرامونش:

نام آلمان در زبان‌های گوناگون به صورت‌های مختلفی استفاده می‌شود که این امر به دلیل وجود پیشینهٔ دراز آلمان به عنوان منطقه‌ای متشکل از قبایل و ایالت‌های متمایز و مستقل تا پیش از سال ۱۸۷۱ است. برای نمونه نام این کشور در آلمانی، Deutschland از diutisc آلمانی بالای باستان، در اسپانیایی Alemania و در فرانسوی Allemagne از نام قبیلهٔ آلامان، در ایتالیایی Germania از Germania در لاتین (اگرچه مردم آلمانی tedeschi خوانده می‌شوند)، در لهستانی Niemcy از nemets نیااسلاوی و در فنلاندی و استونیایی به ترتیب Saksa و Saksamaa از نام قبیلهٔ ساکسون گرفته شده‌است.

## فهرست نام‌ها
به‌طور کلی، نام‌های آلمان را می‌توان با توجه به ریشهٔ آن‌ها در شش گروه اصلی قرار داد:

### برگرفته از diutisc
| زبان                   | نامگذاری برای آلمان             | اصطلاح برای زبان آلمانی یا آلمانی                                                                                           |
| ---------------------- | ------------------------------- | --- |
| آفریکانس               | Duitsland                       | Duits |
| زبان فارویی            | Týskland                        | Týskt |
| چینی معیار             | Dégúo (چینی سنتی: 德國)         | Dégúorén (چینی سنتی: 德國人) یا Déyǔ (چینی سنتی: 德語) یا Déwén (چینی: 德文)                                                |
| زبان دانمارکی          | Tyskland                        | tysk |
| زبان فریسی غربی        | Dútslân                         | Dútsk |
| Friesisch (Öömrang)    | Sjiisklun                       | sjiisk |
| زبان ایسلندی           | Þýskaland                       | þýska (das Deutsche / die deutsche Sprache / Deutsch) þýskur / þýsk / þýskt (deutsch) Þjóðverji / -verjar (ein) Deutsche(r) |
| زبان ایتالیایی         | Germania                        | tedesco |
| زبان ژاپنی             | Doitsu (ドイツ)                 | Doitsu-jin (ドイツ人) یا Doitsu-go (ドイツ語)                                                                               |
| زبان ییدیش             | Daytshland (דײַטשלאַנד)           | daytsh (דײַטש) |
| زبان کره‌ای             | Dogil (독일)                    | Dogil-in (독일인) یا Dogil-eo (독일어)                                                                                      |
| زبان کره‌ای             | Do-i-chuil-lan-deu (도이췰란드) | Do-i-chuil-lan-deu-in (도이췰란드인) یا Do-i-chuil-lan-deu-eo (도이췰란드어)                                                |
| زبان لوکزامبورگی       | Däitschland                     | Däitsch |
| آلمانی سفلی (در آلمان) | Düütschland                     | Düütsch |
| آلمانی سفلی (در هلند)  | Duutslaand                      | Duuts |
| زبان هلندی             | Duitsland                       | Duits |
| زبان نروژی             | Tyskland                        | tysk |
| زبان پیت‌کرنی           | Doichland                       | doich |
| زبان پلات‌دیچ           | Dietschlaunt                    | Dietsch |
| زبان سوئدی             | Tyskland                        | tysk(a) |
| آلمانی سوئیسی          | Dütschland                      | dütsch |
| توکی پونا              | ma Tosi                         | mije/meli Tosi یا toki Tosi                                                                                                 |
| زبان ویتنامی           | Đức                             | Tiếng Đức |

### برگرفته از Germania
| زبان                        | نامگذاری برای آلمان  | اصطلاح برای زبان آلمانی یا آلمانی                                                                            |
| --------------------------- | -------------------- | --- |
| زبان آلبانیایی              | Gjermania            | Gjermanët – اصطلاح برای "آلمانی‌ها" (یعنی برای افراد شهروند آلمان) Gjermanisht – اصطلاح برای زبان آلمانی      |
| زبان ارمنی                  | Germania (Գերմանիա)  | Germaneren (Գերմաներեն) – آلمانی (زبان) Germanakan (Գերմանական) – (صفت/نسبت) Germanac'i (Գերմանացի) – (ملیت) |
| زبان آرومانی                | Ghirmânii            | |
| زبان بلغاری                 | Germanija (Германия) | germanez (германец)                                                                                          |
| زبان انگلیسی                | Germany              | German |
| اسپرانتو                    | Germanio             | germana |
| زبان گرجی                   | Germánia (გერმანია)  | germáneli (გერმანელი) – ملیت germánuli (გერმანული) – صفت                                                     |
| زبان یونانی نوین            | Jermanía (Γερμανία)  | Jermanós (Γερμανός) یا Jermaniká (Γερμανικά)                                                                 |
| عبری نوین                   | Germánia (גרמניה)    | germaní (גרמני) یا germanit (גרמנית)                                                                         |
| زبان ایدو، زبان اینترلینگوا | Germania             | |
| زبان مالایی                 | Jerman               | Jerman |
| زبان ایرلندی                | An Ghearmáin         | Gearmáinis                                                                                                   |
| زبان ایتالیایی              | Germania             | germanico (بیشتر در تیرول جنوبی و بخش‌های ایتالیایی‌زبان سوئیس)                                                |
| لاتین                       | Germania             | Germanus/germanicus                                                                                          |
| زبان مالایی                 | Jerman               | Jerman |
| زبان رومانیایی              | Germania             | germana |
| زبان روسی                   | Germanija (Германия) | |
| زبان سواحلی                 | Ujerumani            | Deutsche (مردم): Mjerumani (مفرد)/Wajerumani (جمع)، آلمانی (زبان): Kijerumani                                |
| زبان تایلندی                | Yoeramani (เยอรมนี)   | Yoeraman (เยอรมัน)                                                                                            |

### برگرفته از Alemannen
| زبان                 | نامگذاری برای آلمان      | اصطلاح برای زبان آلمانی یا آلمانی |
| -------------------- | ------------------------ | --------------------------------- |
| زبان عربی            | ألمانيا                  | ألماني                            |
| زبان ترکی آذربایجانی | Almaniya                 | Alman                             |
| زبان آستوری          | Alemaña                  | alemán                            |
| زبان باسکی           | Alemania                 | alemana                           |
| زبان برتون           | Alamagn                  | alamaneg                          |
| زبان فرانسوی         | Allemagne                | allemand                          |
| زبان گالیسی          | Alemaña                  | alemán                            |
| زبان ایتالیایی       | Alemagna (قدیمی یا ادبی) | alemanno (قدیمی یا ادبی)          |
| زبان کاتالان         | Alemanya                 | Alemany                           |
| زبان‌های کردی         | Elmanya                  | elmanî                            |
| زبان ناهواتل         | Alemantlan               | Alemantēcatl                      |
| زبان‌های ایرانی       | آلمان                    | آلمانی                            |
| زبان پرتغالی         | Alemanha                 | alemão                            |
| زبان اسپانیایی       | Alemania                 | alemán                            |
| زبان ترکی استانبولی  | Almanya                  | Alman                             |
| زبان ولزی            | Yr Almaen                | Almaeneg                          |

#### برگرفته از niemc/nemet
| زبان              | نامگذاری برای آلمان         | اصطلاح برای زبان آلمانی یا آلمانی                                                            |
| ----------------- | --------------------------- | -------------------------------------------------------------------------------------------- |
| زبان بوسنیایی     | Njemačka                    | Nijemci یا njemački                                                                          |
| زبان بلغاری       |                             | nemez (немец) یا nemski (немски)                                                             |
| زبان کرواتی       | Njemačka                    | Nijemci یا njemački                                                                          |
| زبان سوربی پایینی | Nimska                      | Nimc/Nimcowka, nimšćina                                                                      |
| زبان سوربی بالایی | Němska                      | Němc/Němka, němčina                                                                          |
| زبان لهستانی      | Niemcy                      | Niemcy – مردم، Niemiec – مذکر؛ Niemka – مونث niemiecki – صفت                                 |
| زبان رومانیایی    |                             | neam – مردم؛ neamț – صفت؛ nemțește – زبان nemțesc – آلمانی                                   |
| زبان روسی         |                             | Njemzy (Немцы) – مردم؛ némez (немец) – مذکر؛ némka (немка) – مونث njemjezki (немецкий) – صفت |
| زبان صربی         | Немачка / Nemačka           | Nemci (Немци) یا Nemački (немачки)                                                           |
| زبان اسلواکی      | Nemecko                     | nemecký یا nemčina                                                                           |
| زبان اسلوونیایی   | Nemčija                     | Nemec یا nemščina                                                                            |
| زبان چکی          | Německo                     | Němec یا němčina                                                                             |
| زبان اوکراینی     | Nimetschtschyna (Німеччина) | nimezkyj (німецький)                                                                         |
| زبان مجاری        | Németország (ország = Land) | német                                                                                        |

### دیگر ریشه‌ها
| زبان                | نامگذاری برای آلمان                             | اصطلاح برای زبان آلمانی یا آلمانی     | منشأ |
| ------------------- | ----------------------------------------------- | ------------------------------------- | --- |
| زبان ایسلندی باستان | Saxland                                         | Saxar, saxlenzkr                      | برگرفته از قبیلهٔ ساکسون‌ها |
| زبان استونیایی      | Saksamaa                                        | saksa                                 | برگرفته از قبیلهٔ ساکسون‌ها |
| زبان فنلاندی        | Saksa                                           | saksa                                 | برگرفته از قبیلهٔ ساکسون‌ها |
| زبان رومانی         | ssassitko temm                                  | saso یا ssassitko                     | برگرفته از قبیله ساکسون‌ها. منسوخ شده. امروزه نیز Jermaniya, Jermaniko |
| زبان اشاره آلمانی   | یا                                              | مشت روی پیشانی با یک انگشت رو به بالا | نشان‌دهندهٔ یک پیکلهاب (در خود آلمان در اصل با معنی "پلیس") |
| زبان گرینلندی       | Noorliit Nunaat                                 | noorleq, noorlersut                   | noorleq «کسی که در انتهای شبه جزیره زندگی می‌کند». کلیسای موراوی از سال ۱۷۳۳ تا ۱۹۰۰ در جنوب نوک در نوک جنوبی همان شبه‌جزیره در Ny-Herrnhut (Norliit) فعال بود. نام آلمانی‌های ساکن آنجا به کل قوم تعمیم یافت. علاوه بر این، وام‌واژهٔ دانمارکی tyskeq نیز امروزه استفاده می‌شود. |
| زبان لتونیایی       | Vācija                                          | vācieši یا vācu valoda                | با ریشهٔ نامشخص. |
| زبان لیتوانیایی     | Vokietija                                       | Vokiečių                              | با ریشهٔ نامشخص. |
| زبان لوکزامبورگی    | Preiseland (veraltet)                           | Preisen, preisech                     | برگرفته از پروس |
| زبان یونانی میانه   |                                                 | Frángoi, frangikós                    | برگرفته از فرانک‌ها یا امپراتوری فرانک |
| لاتین قرون وسطی     | Teutonia, پادشاهی آلمان                         | Teutonicus, lingua teutonica          | از قبیله باستانی توتون‌ها، از اواخر قرن نهم در محافل علمی از طریق گنجاندن ادبیات کهن، که توتون‌ها را آلمانی می‌دیدند. |
| زبان ناواهو         | Bééshbichʼahníí bikéyah                         | Bééshbichʼahii bizaad                 | "Eisenhut" (کلاه فولادی) در کد ناواجو به عنوان نام رمز آلمان در طول جنگ جهانی دوم استفاده شد. |
| زبان‌های سوربی       | bawory, bawery (فقط در کاربردهای قدیمی یا گویش) | bawerski                              | برگرفته از Bayern |
| زبان یاتوینگی       |                                                 | miksiskai                             | برگرفته از miksît به معنای «لکنت زبان» |
| زبان پروسی باستان   |                                                 | miksiskāi                             | برگرفته از miksît به معنای «لکنت زبان» |
| زبان رواندایی       | Ubudage                                         | Abadage, Ikidage                      | عمدتاً از سلام (Guten Tag) گرفته شده‌است که آلمانی‌ها در دورهٔ استعمار به یکدیگر می‌گفتند، یا از کلمهٔ deutsch. |
| زبان روندی          | Ubudagi                                         | Abadagi, Kidagi                       | عمدتاً از سلام (Guten Tag) گرفته شده‌است که آلمانی‌ها در دورهٔ استعمار به یکدیگر می‌گفتند، یا از کلمهٔ deutsch. |